# 蒙福孔
蒙福孔（法語：Montfaucon，法語發音：[mɔ̃fokɔ̃]）是法国杜省的一个市镇，位于该省西北部，贝桑松市区以东，属于贝桑松区。

## 地理
蒙福孔（47°14'4"N, 6°4'48"E）面积7.25 平方千米，位于法国勃艮第-弗朗什-孔泰大區杜省，该省份为法国东部内陆省份，北起上索恩省，西接汝拉省，东部及东南部与瑞士接壤，东北部与贝尔福地区省接壤。
与蒙福孔接壤的市镇（或旧市镇、城区）包括：沙莱兹、贝桑松、沙勒泽勒、热讷、莫尔、索恩。
蒙福孔的时区为UTC+01:00、UTC+02:00（夏令时）。

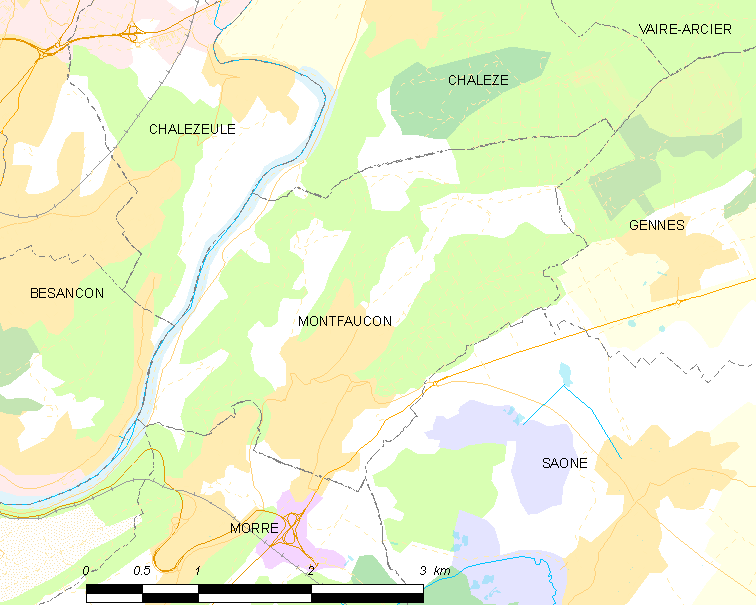
蒙福孔的OSM定位图

## 行政
蒙福孔的邮政编码为25660，INSEE市镇编码为25395。

## 政治
蒙福孔所属的省级选区为贝桑松第五县。

## 人口

1962-2008年间蒙福孔人口变化图示

蒙福孔于2022年1月1日时的人口数量为1608人。